# 马格里布法语

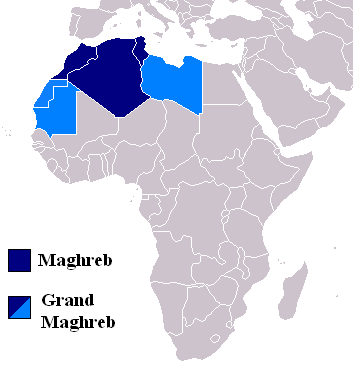
马格里布地区

在马格里布地区的毛里塔尼亚、阿尔及利亚、摩洛哥和突尼斯，法语是行政语言并广泛使用，却并无官方背景。法语在19、20世纪法国对该地进行殖民统治时引入。马格里布地区的大部分人以阿拉伯语方言或柏柏尔语为母语，而古典阿拉伯语尽管不是任何人的母语，却是马格里布各国的官方语言。

## 阿尔及利亚
阿尔及利亚经历了130年的法国殖民统治，居住着大约一百万“黑脚”，但后来被驱赶回法国。法语仍是学习得最多、使用广泛的语言。独立以来，当局在教育、行政上推行语言的阿拉伯化政策，并取得一定成效，但很多大学课程仍然使用法语教学。法语也广泛用于媒体和商务。大部分法语使用者实际上住在阿拉伯人较少的卡比勒，但很多阿拉伯人日常对话时使用法语和阿拉伯语混合体，与卡比勒人不同。法语是上层卡比勒人和一些阿拉伯人的母语，阿尔及利亚犹太人和“黑脚”过去和现在也大部分使用法语，其他人则视法语为第二语言。

## 摩洛哥
法语是摩洛哥贸易经济第一语言，广泛使用于政府和通讯。

## 突尼斯
法语在突尼斯的情况与摩洛哥相似，广泛用于教育（例如作为中学科学说明的媒介）、媒体和商务，大部分受过教育的突尼斯人能够使用法语。很多人混合使用突尼斯阿拉伯语和法语。

## 毛里塔尼亚
法语是毛里塔尼亚的官方语言，但实际上只有受过教育的人才会使用。